# Église Notre-Dame de Bettencourt-Rivière
L'église Notre-Dame de Bettencourt-Rivière est située dans le hameau de Rivière, sur le territoire de la commune de Bettencourt-Rivière, dans le département de la Somme, à l'ouest d'Amiens.

## Historique
Cette petite église de campagne dont les origines remontent au XIe siècle est protégée au titre des monuments historiques : inscription par arrêté du 14 mai 1973, modifié par arrêté du 5 août 2011.

## Caractéristiques
L'église est construite en pierre et son toit est recouvert de tuiles. Elle se compose d'une nef et d'un chœur et ne possède pas de transept. L'entrée est surmontée d'un clocher-mur.
L'intérieur est voûté d'ogives et les piliers du chœur sont ornés de chapiteaux sculptés. L'église conserve quelques objets protégés en tant que monuments historiques :
- une statue mutilée en pierre polychrome représentant la Vierge à l'Enfant, du XIVe siècle ;
- une cloche en bronze datant de 1470.